# Limacia clavigera
Limacia clavigera är en snäckart som först beskrevs av Müller 1776.  Limacia clavigera ingår i släktet Limacia och familjen Polyceridae. Arten är reproducerande i Sverige. Inga underarter finns listade i Catalogue of Life.

## Bildgalleri

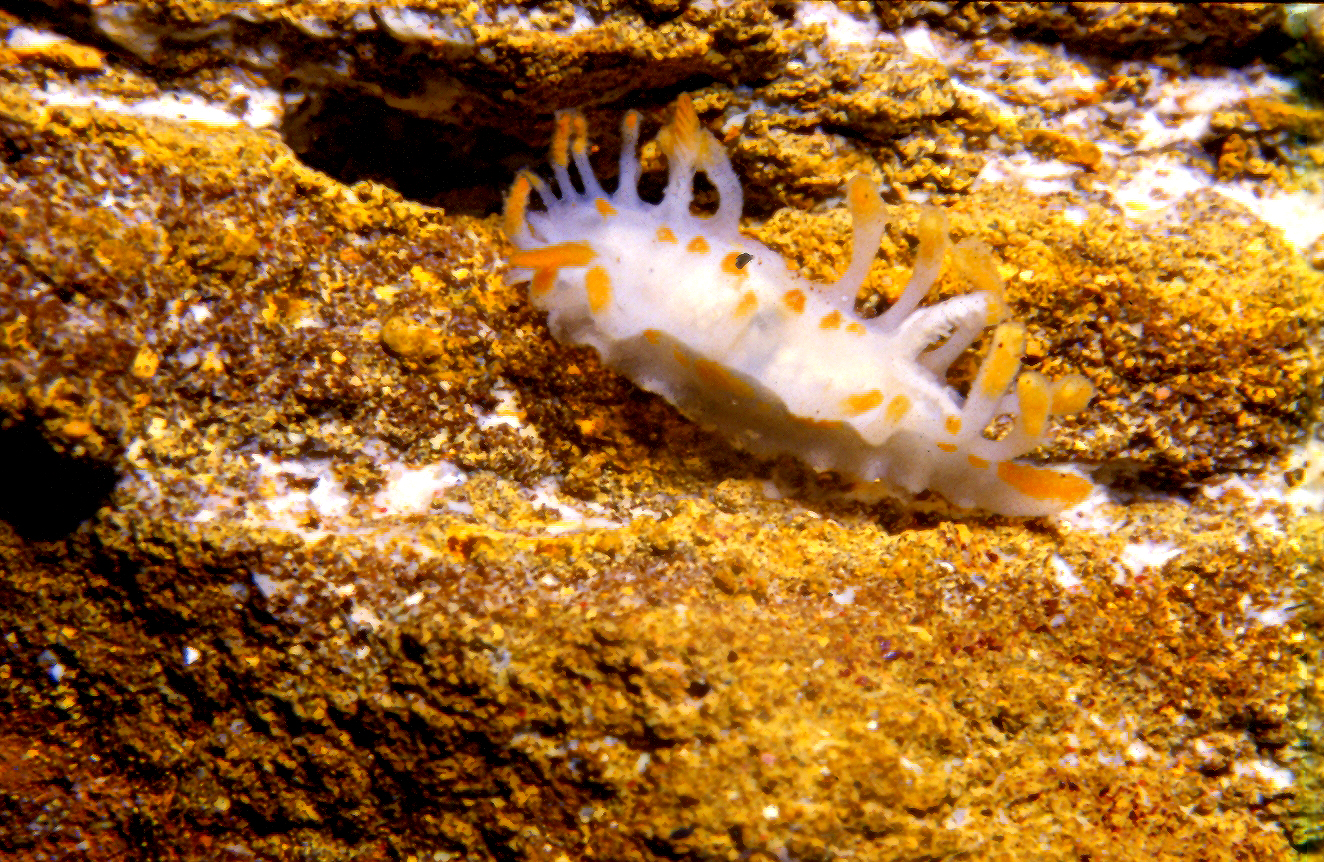